# Монастирський дуб
Монастирський дуб. Дерево знаходиться в  Коропському районі  Чернігівської області в  Мезинському національному парку, Холминський лісгосп, Понорницьке лісництво, в с. Рихли поблизу Рихлинського чоловічого монастиря біля печер. Обхват стовбура 7,0 м. Висота 40 м. Вік близько 800 років. У 2010 р. Мінприроди України присвоїло дубу звання  Національного дерева України. Є дупла, дерево потребує лікування. Отримало статус ботанічної  пам'ятки природи в 1964 р. Дерево огороджено, мається охоронний знак.

## Ресурси Інтернету
- Фотогалерея самых старых и выдающихся деревьев Украины  [Архівовано 8 квітня 2014 у Wayback Machine.]

## Виноски
1. 1 2   Шнайдер С. Л., Борейко В. Е., Стеценко Н. Ф. 500 выдающихся деревьев Украины. — К.: КЭКЦ, 2011. — 203 с.